# Hellamaa rahu
Hellamaa rahu är en holme i utanför Estlands västkust. Den ligger i Pühalepa kommun i Hiiumaa (Dagö) (Dagö län), 120 km sydväst om huvudstaden Tallinn. Arean är 0,2 kvadratkilometer.
Terrängen runt Hellamaa Rahu är mycket platt och öns högsta punkt är 2 meter över havsnivå. Hellamaa rahu ligger 800 meter öster ut från udden Tähva nina på Dagö och i Hares sund som skiljer Dagö från Ormsö. Söderut ligger ön Vohilaid. 